# Amanda Evora
Amanda Evora (New York, 17 november 1984) is een Filipijns-Amerikaanse kunstschaatsster die komt uit op het onderdeel paarrijden.
Evora's ouders zijn afkomstig uit de Filipijnen; vader Vic werd geboren in Calapan en moeder Mary Anne in Ilagan.

## Schaatscarrière
Amanda begon op 6-jarige leeftijd met schaatsen. Op haar zestiende verhuisde ze samen met haar moeder naar Florida om daar bij een gespecialiseerde coach in het paarrijden te kunnen trainen. Haar eerste schaatspartner was de Amerikaan Michael Adler (2000-2001).
Sinds 2002 vormt ze een paar met Mark Ladwig. In het seizoen 2005 waren ze voor het eerst te zien in de Grand Prix, ze eindigden als negende bij "Skate America" en als achtste bij "Skate Canada International". Hetzelfde seizoen namen ze deel aan het Viercontinentenkampioenschap waar ze als vijfde eindigden.
In 2010 bereikte Evora samen met Ladwig voor de eerste maal het podium bij het Amerikaans kampioenschap paarrijden toen ze achter het paar Caydee Denney / Jeremy Barrett de tweede plek veroverden. Door dit resultaat werden ze door het Amerikaans Olympisch Comité afgevaardigd naar de Olympische Spelen van 2010. Hoewel ze daar met drie persoonlijke records en een tiende plaats niet in de medailles vielen, waren ze wel het hoogste geklasseerde Amerikaanse koppel bij het paarrijden. Op het WK van 2010 eindigden ze als 9e. In het seizoen 2010/11 eindigden ze bij hun tweede deelname aan het 4CK als 6e en op het WK van 2011 als 11e. In 2012 namen ze alleen deel aan het 4CK, wederom eindigden ze als 6e. Ze verbeterden hun beste score op de korte kür op dit kampioenschap.

## Persoonlijke records
|                         | punten | datum      | toernooi |
| ----------------------- | ------ | ---------- | -------- |
| Hoogste totaalscore     | 171.92 | 15-02-2010 | OS       |
| Hoogste score korte kür | 060.75 | 11-02-2012 | 4CK      |
| Hoogste score lange kür | 114.06 | 15-02-2010 | OS       |

## Belangrijke resultaten
| Kampioenschap                | 02/03 | 03/04 | 04/05 | 05/06 | 06/07 | 07/08 | 08/09 | 09/10  | 10/11  | 11/12 |
| ---------------------------- | ----- | ----- | ----- | ----- | ----- | ----- | ----- | ------ | ------ | ----- |
| Olympische Spelen            |       |       |       |       |       |       |       | 10e    |        |       |
| Wereldkampioenschap          |       |       |       |       |       |       |       | 9e     | 11e    |       |
| Viercontinentenkampioenschap |       |       | 5e    |       |       |       |       |        | 6e     | 6e    |
| Nationaal kampioenschap      | 12e   | 10e   | 5e    | 7e    | 4e    | 5e    | 4e    | Zilver | Zilver | Brons |